# Jahangir

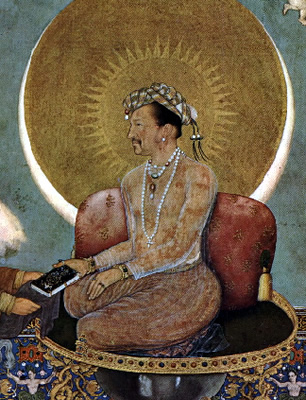
Jahangir, Ausschnitt aus einem Gemälde von Bichitr, um 1620

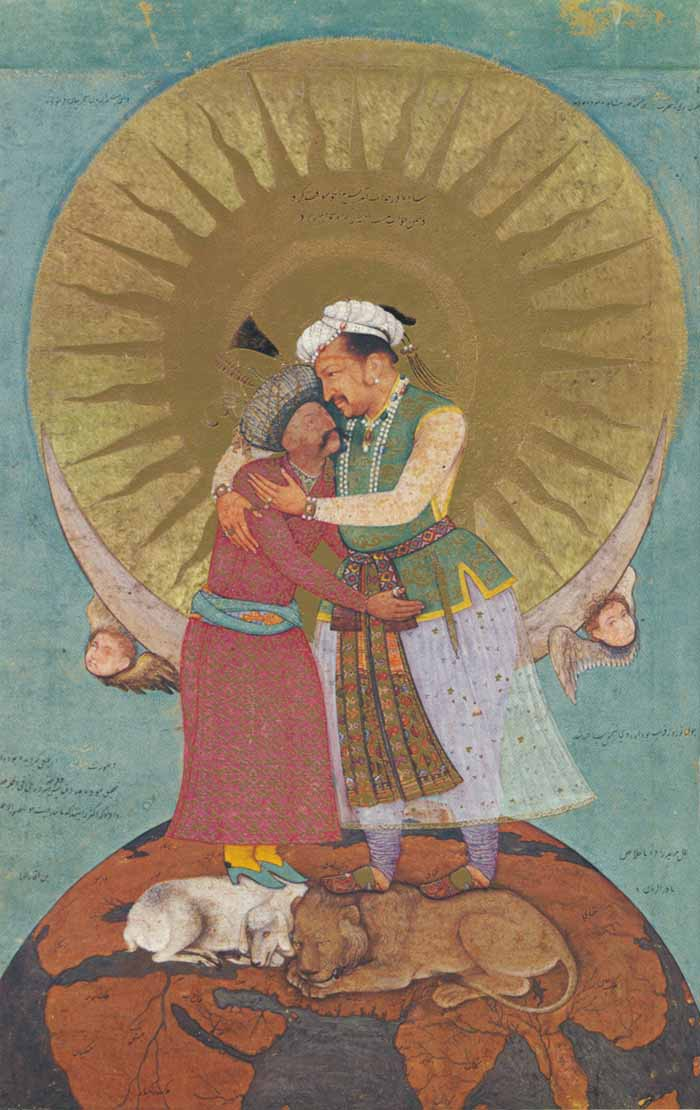
Jahangir (r.) und Schah Abbas von Persien (Gemälde von Abu al-Hasan, um 1620)

Jahangir (deutsch auch: Dschahangir, persisch جهانگیر, DMG Ğahāngīr, ‚Welteroberer‘; voller Name: Nūruddīn Shāh Jahāngīr Pādshāh Ghāzī; geb. 31. August 1569 in Fatehpur Sikri; gest. 28. Oktoberjul. / 7. November 1627greg. in Khanpur Chingas / Kaschmir, auf dem Weg nach Lahore) ist der Name, den sich Akbars Sohn Salīm als Herrscher des Mogulreiches gab. Er regierte zwischen 1605 und seinem Tode im Jahr 1627; seine Mutter war die nur vier Jahre früher verstorbene Hindu-Prinzessin Mariam uz-Zamani.
Um an die Macht zu kommen, kämpfte er sowohl gegen seinen Vater als auch gegen den eigenen Sohn, Prinz Khusrau Mirza. Im Zuge des Machtkampfes ermordete er den Minister Abu 'l-Fazl und richtete bereits einen Feldzug gegen die Stadt Agra aus, bevor er durch Vermittlung der Frauen der Familie davon abgehalten wurde. Von seinem Vater mehrfach zurechtgewiesen, hatte Jahangir schon zu Akbars Lebzeiten mit der Opposition seines eigenen ältesten Sohnes Khusrau zu rechnen. Dieser versuchte bereits im Jahr 1607 Lahore zu erobern, wurde aber gefangen genommen und – nach einer erneuten Verschwörung – geblendet und seinem Bruder Prinz Khurram und seinem dritten Sohn, dem späteren Großmogul Shah Jahan, zur Aufsicht übergeben.

## Leben
Jahangir zeichnete sich wie sein Vater durch eine allerdings mehr wissenschaftlich geprägte Neugier aus, förderte leidenschaftlich die Malerei und setzte Akbars liberale Religionspolitik fort. Er war aber auch dem Alkohol und dem Opium verfallen, litt zudem unter Asthma, so dass ihm mit zunehmendem Lebensalter die Regierung entglitt. Zwar reduzierte er seinen Alkoholkonsum von 20 Bechern doppelten Branntweins auf 6 Becher Wein und 14 Körner Opium pro Tag, aber seine Gesundheit war schlecht. Er verband in sich viele Gegensätze, galt als ebenso grausam wie liebevoll und gleichermaßen launisch ebenso wie gerecht.
Als Herrscher versuchte er, Akbars Politik fortzuführen und sogar zu übertreffen, aber wegen seiner Krankheit überließ er einen Großteil der Regierungsgeschäfte seinen Vertrauensleuten. Während seiner Regierungszeit leerte sich die Staatskasse; gleichzeitig stiegen Korruption und Verwaltungsaufwand enorm an. In Jahangirs Regierungszeit fällt 1614 die Befriedung der Rajputen. Jahangir (selbst Sohn der Rajputenprinzessin von Amber) beachtete den Stolz der Rajputen: kein regierender Rana von Udaipur (Mewar) erschien je am Mogulhof und auch keine Prinzessin von Mewar ging in den Harem der Moguln. Der Sohn Amar Singhs (reg. 1597–1620), Karan Singh ging dagegen bei Hofe ein und aus und wurde freundlich aufgenommen.
Am 25. Mai 1611 heiratete Jahangir in 20. (und letzter) Ehe Mehr-un-Nisa, später bekannt als Nur Jahan (auch Nur Mahal), die schon bald erheblichen Einfluss auf die Politik ausübte. Ihr Vater Itimad-ud-Daulah († 1622) wurde Großwesir. Danach wurde ihr Bruder Asaf Khan die einflussreichste Person bei Hofe, und ihre Nichte Mumtaz Mahal wurde die Frau des Prinzen Khurram, des späteren Großmoguls Shah Jahan. Mit Nur Jahan setzte sich auch die persische Gruppierung, die Iranis, bei Hofe gegen Hindustanis und Turanis durch; das bewirkte einen Zustrom von Gelehrten, Künstlern und Soldaten aus Persien.
In den Jahren nach 1622 befand sich Jahangirs dritter Sohn Prinz Khurram (später Shah Jahan) in einer permanenten aber nur halbherzigen Rebellion, da er bei Hofe von Nur Jahan überspielt wurde und sich auf einen Feldzug gegen Persien begeben sollte, was er angesichts der ungünstigen Lage bei Hofe ablehnte. 1626 versuchte ein General namens Mahabat Khan, Asaf Khans Position am Hofe zu übernehmen. Er bemächtigte sich der Person des Kaisers, ließ aber Nur Jahan in dessen Begleitung zu. Bald machte sie ihm seine eigenen Truppen abspenstig, sodass er selbst zu Shah Jahan fliehen musste.
Nach dem Tod Jahangirs am 28. Oktober 1627 schaltete Asaf Khan im Auftrag von Shah Jahan dessen Rivalen aus und verbannte seine Schwester Nur Jahan – finanziell gut versorgt – nach Lahore, wo sie sich dem Bau des Grabmals für ihren Gemahl (Jahangir-Mausoleum) widmete.

## Memoiren
Jahangir hat seine Herrschaft in seinen Memoiren, den Tūzuk-i Jahāngīrī (später auch Jahāngīrnāma genannt), selbst beschrieben. Die Memoiren sind chronologisch geordnet und wirken sehr persönlich, oft wie ein Tagebuch. Neben den üblichen Beschäftigungen eines Kaisers, wie Beförderungen, Empfang von Botschaftern und Jagd, enthalten sie vieles über Kuriositäten, Städte und Länder, Pflanzen und Tiere, was immer den Kaiser interessierte. Besonders als Hobbyzoologe war Jahangir durchaus auf der Höhe seiner Zeit.  Nach seinem 17. Regierungsjahr war Jahangir zu krank, seine Tūzuk selbst weiterzuführen, und übertrug die Aufgabe einem Chronisten. Die zeitgenössischen Ausgaben des Jahangirnama sind mit Illustrationen im Stil der Mogulmalerei versehen.